# Daniel Antonsson
Daniel Antonsson, född 16 december 1974, är en svensk basist och gitarrist. Antonsson var mellan 2008 och 2012 basist i melodiska death metal-gruppen Dark Tranquillity. Han är också gitarrist i grupperna Akani, The Resistance, Dimension Zero och Pathos. Han är dessutom gitarrist på Soilworks album Sworn to a Great Divide från 2007.

## Diskografi (urval)
Album med Pathos
- 1997 – Hoverface
- 1998 – Uni Versus Universe
- 2002 – Katharsis

Album med Dimension Zero
- 2002 – Silent Night Fever
- 2003 – This Is Hell
- 2007 – He Who Shall Not Bleed

Album med Akani
- 2006 – Through My Darkest Infernal

Album med Soilwork
- 2007 – Sworn to a Great Divide

Album med Dark Tranquility
- 1999 – Projector
- 2010 – We Are the Void